# 니컬라 올리슬래거스
니컬라 로런 올리슬래거스(영어: Nicola Lauren Olyslagers, 1996년 12월 28일~)는 오스트레일리아의 육상 선수로 주 종목은 높이뛰기이다. 2020년 하계 올림픽와 2024년 하계 올림픽에서 여자 높이뛰기 은메달을 획득했으며 세계 선수권 대회에서 동메달 1개를 획득했다.
결혼 전 이름은 니컬라 로런 맥더멋(영어: Nicola Lauren McDermott)이다.